# The Show (Girls Aloud)
«The Show» —en español: «El Show»  es una canción interpretada por el grupo británico Girls Aloud , incluido en el segundo álbum de estudio What Will the Neighbours Say? (2004). La canción fue escrita por Miranda Cooper, Brian Higgins y su equipo de producción Xenomania, y producida por Higgins y Xenomania. "The Show" fue lanzado como sencillo el 28 de junio de 2004, el sencillo consiguió el #2, en Reino Unido solo superado por Usher y su tema "Burn". Vendieron en total unas 76 000 copias. Fue el Sencillo #76 más vendido del 2004 en UK y el #58 en Irlanda. La canción consiguió buenos elogios tanto de la crítica como del público en general, principalmente por su mensaje anti promiscuidad. Además las chicas promocionaron el sencillo en eventos importantes tales como Children on live Councert y Royal Variety.

## Antecedentes y composición
The Show fue el primer sencillo de las chicas, escrito específicamente para ellas. Además la canción sigue un modo distinto de composición de estrofa - coro típico en la música pop , destacándose por ser más compleja de lo convencional. La letra de la canción contiene un mensaje de lucha contra la  promiscuidad, puso en marcha un estilo de escritura que vendría a ser el epítome de la música de Girls Aloud.

## Lista de canciones y formatos
| UK CD1 (Polydor / 98670415) 1. «The Show» — 3:36 2. «Jump» (Flip & Fill Remix) — 6:15 UK CD2 (Polydor / 98670408) 1. «The Show» — 3:36 2. The Show (Gravitas Club Mix) — 6:50 3. «The After Show» (Interview) — 5:30 4. «The Show» (video) — 3:38 5. «The Show» (karaoke video) — 3:38 6. «The Show» (game) UK 3" CD (Polydor / 98674437) 1. «The Show» — 3:36 2. «Jump» (Flip & Fill Remix) — 6:15 3. «The Show» (Ringtone) | The Singles Boxset (CD5) 1. «The Show» — 3:36 2. «Jump» (Flip & Fill Remix) — 6:15 3. «The Show» (Gravitas Club Mix) — 6:50 4. «The After Show» (Interview) — 5:30 5. «The Show» (Tony Lamezma Club Mix) — 6. «The Show» (Bang Bang Klub Vocal Mix) — 7. «The Show» (Bang Bang Dub Mix) — 8. «The Show» (BBK Alternative Mix) — 9. «The Show» (video) — 3:38 10. «The Show» (karaoke video) — 3:38 11. «The Show» (game) |

## Posicionamiento en listas
| Listas (2004)                          | Posición |
| -------------------------------------- | -------- |
| Australia (ARIA)                       | 67       |
| Escocia (Scottish Singles Sales Chart) | 1        |
| Grecia (IFPI)                          | 1        |
| Irlanda (IRMA)                         | 5        |
| Rumania (Romanian Top 100)             | 90       |
| Rusia Airplay (TopHit)                 | 64       |
| Reino Unido (UK Singles Chart)         | 2        |